# Biding
Biding (deutsch Biedingen) ist eine französische Gemeinde mit 339 Einwohnern (Stand 1. Januar 2022) im Département Moselle in der Region Grand Est (bis 2015 Lothringen). Sie gehört zum Arrondissement Forbach-Boulay-Moselle.

## Geografie
Die Gemeinde Biding liegt an der Deutschen Nied, etwa acht Kilometer Luftlinie südöstlich von Saint-Avold auf einer Höhe zwischen 251 und 296 m über dem Meeresspiegel. Das Gemeindegebiet umfasst 6,66 km².
Nachbargemeinden sind Macheren, Guenviller, Cappel, Barst, Maxstadt, Laning, Vahl-Ebersing und Lachambre.

## Wirtschaft und Infrastruktur
Der Ort liegt abseits der größeren Straßen und ist über Nebenstraßen von Maxstadt, Vahl-Ebersing und Barst aus zu erreichen. Der Ort ist land- und forstwirtschaftlich geprägt, es wird unter anderem Getreide angebaut.

## Bevölkerungsentwicklung
| Jahr      | 1962 | 1968 | 1975 | 1982 | 1990 | 1999 | 2007 | 2019 |
| Einwohner | 219  | 186  | 168  | 225  | 284  | 315  | 322  | 331  |

## Sehenswürdigkeiten

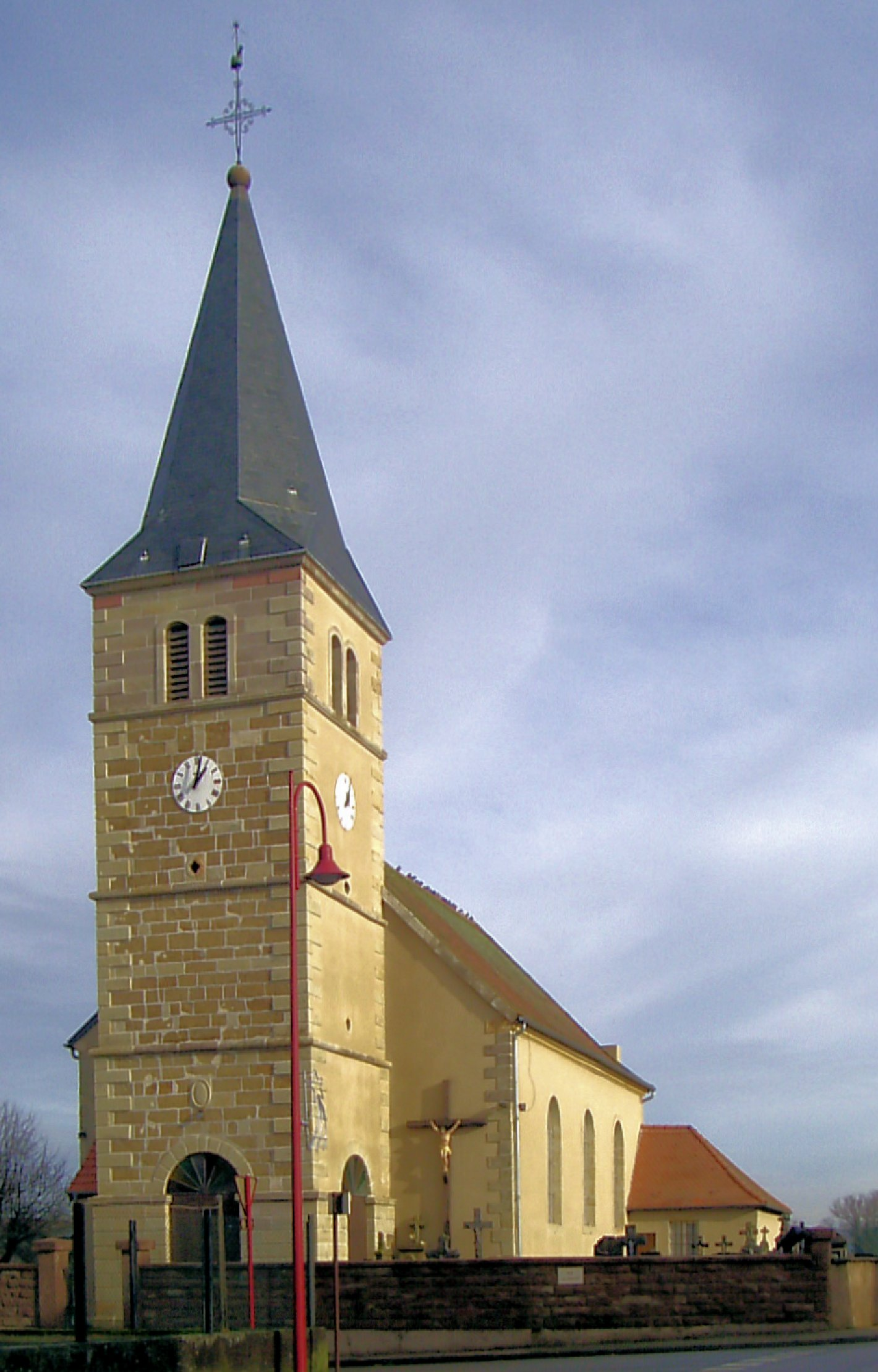
Kirche Sainte-Barbe

- Kirche Sainte-Barbe